# Time trial
Time Trial és un documental britànic del 2017 dirigit per Finlay Pretsell. Se centra en l'última temporada de la carrera ciclista professional de David Millar. Cobreix esdeveniments com el Tour de França de 2014, el Giro d'Itàlia de 2014 i el Milà-San Remo de 2014. Ha estat subtitulada al català.